# توماس جي. ستيفنسون
توماس جي. ستيفنسون (بالإنجليزية: Thomas G. Stevenson)‏ هو ضابط أمريكي، ولد في 3 فبراير 1836 في بوسطن في الولايات المتحدة، وتوفي في 10 مايو 1864 في مقاطعة سبوتسيلفانيا في الولايات المتحدة.